# Lưu Uyên
Lưu Uyên (giản thể: 刘渊; phồn thể: 劉淵; bính âm: Líu Yuān) (mất 310), tên tự Nguyên Hải (元海), được biết đến với thụy hiệu Hán (Triệu) Quang Văn Đế (漢(趙)光文帝) là vị hoàng đế khai quốc nhà Hán Triệu trong lịch sử Trung Quốc.

## Bối cảnh gia đình
Lưu Uyên là thành viên quý tộc Hung Nô, ông là hậu duệ của các thiền vu thuộc gia tộc Luyên Đê (欒提), các thiền vu cùng với thần dân của họ từ lâu đã là các chư hầu trung thành của nhà Hán, và sau đó là với các triều đại kế thừa nhà Hán là Tào Ngụy và nhà Tấn. Vào cuối thời Tào Ngụy hoặc đầu thời Tấn, các quý tộc Hung Nô tuyên bố rằng họ có gốc từ nhà Hán thông qua việc một công chúa nhà Hán đã kết hôn với vị thiền vu đầu tiên trong lịch sử người Hung Nô, Mặc Đốn thiền vu, và do đó cải họ thành "Lưu", cũng là họ của hoàng tộc nhà Hán. Cha của Lưu Uyên là Lưu Báo, người này là con trai của thiền vu Nam Hung Nô cuối cùng, Ư Phu La, và là cháu trai của thiền vu Hô Trù Tuyền (trước khi Tào Tháo bãi bỏ chức vụ năm 216 và chia người Hung Nô thành năm bộ), ông là lãnh đạo của Tả bộ (左部). Cả năm bộ đều định cư tại miền nam Sơn Tây ngày nay, nên có khả năng đó cũng là nơi Lưu Uyên được sinh ra.
Mẹ của Lưu Uyên là Hô Diên yên chi, xuất thân từ quý tộc Hung Nô, và có thể là vợ Lưu Báo và không phải là thê thiếp. Một số nguồn cho rằng Lưu Uyên là con của của Thái Chiêu Cơ.

## Quan nhà Tấn
Do các quý tộc Hung Nô có quyền lực thường bị Tào Ngụy và Tấn bắt gửi con trai của họ đến Lạc Dương (nhằm làm cho họ trở nên Hán hóa hơn nữa và đảm bảo lòng trung thành của họ), Lưu Uyên được đưa đến Lạc Dương để cư trú và học văn hiến của người Hán. Ông nổi tiếng với những luận giải của mình, đặc biệt là Trâu thị truyện của Kinh Xuân Thu và các kế sách quân sự của Tôn Vũ và Ngô Khởi. Đại thần triều Tấn là Vương Hồn (王渾) (một trong các tướng lãnh đạo sau này tham gia chinh phạt Đông Ngô) trở nên ấn tượng với ông, Con trai của Vương Hồn là Vương Tể (王濟) trở thành bạn tâm giao của Lưu Uyên. Vương Hồn tin Lưu Uyên sẽ là một tướng tài và nhiều lần tiến cử Lưu Uyên với Tấn Vũ Đế, song Khổng Tuân (孔恂) và thúc phụ của Hoàng hậu Dương Chỉ (楊芷) là Dương Tể (楊濟) lại nghi ngờ Lưu Uyên do ông có nguồn gốc Hung Nô và thuyết phục Vũ Đế chống lại việc cử Lưu Uyên làm người chỉ huy quân sự trong các chiến dịch chống Đông Ngô và cuộc nổi loạn của người Tiên Ti do Thốc Phát Thụ Cơ Năng (禿髮樹機能). Cuối cùng, em trai của Vũ Đế là Tư Mã Du (司馬攸), ấn tượng và lo sợ trước khả năng của Lưu Uyên nên đã khuyên Vũ Đế giết chết Lưu Uyên, song Vương Hồn lại thuyết phục Vũ Đế rằng điều đó là sai lầm. Khi Lưu Báo qua đời, Vũ Đế cho phép Lưu Uyên trở thành lãnh đạo của Tả bộ.
Là người chỉ huy của Tả bộ, Lưu Uyên được sử sách biết tới khi ông cai quản một cách công bằng dựa trên pháp luật và sẵn sàng lắng nghe các ý kiến, và cũng vì ông sẵn lòng phô trương sự giàu có của mình. Vì vậy, những người đầy tham vọng tại vùng ông cai quản, không chỉ có ngũ bộ Hung Nô mà còn có các gia tộc người Hán, đã tụ tập đến chỗ ông. Sau khi Vũ Đế qua đời và Huệ Đế, nhiếp chính vương Dương Tuấn (杨骏) đã phong cho Lưu uyên làm chỉ huy toàn bộ ngũ bộ Hung Nô, song đến thời người nhiếp chính sau đó của nhà Tấn là Hoàng hậu Giả Nam Phong, Lưu Uyên bị bãi chức vụ này do không có khả năng chấm dứt một trong những cuộc nổi loạn của đồng bào mình. Sau đó, khi Thành Đô vương Tư Mã Dĩnh (司馬穎) trở thành tướng chỉ huy ở Nghiệp thành, ông ta đã mời Lưu Uyên đến làm tướng thuộc cấp của mình, Lưu Uyên chấp thuận lời mời này.

## Độc lập với Tấn
Trong bối cảnh Loạn bát vương, năm 304, các quý tộc Hùng Nô do người lãnh đạo Bắc bộ, Lưu Tuyên (劉宣) cầm đầu, mệt mỏi trước nền cai trị tồi của nhà Tấn và đã âm mưu tái độc lập từ nhà Tấn. Họ cử một sứ giả đến để bí mật ban cho Lưu Uyên tước hiệu "Đại thiền vu". Lưu Uyên sau đó thuật lại cho Tư Mã Dĩnh. Tư Mã Dĩnh lúc này đang phải để tâm vào cuộc tấn công của Vương Tuấn (王浚), Vương Tuấn lúc này được tăng cường với lính Tiên Ti và Ô Hoàn. Lưu Uyên nói rằng ông nhân việc này để huy động binh lính Hung Nô để trợ giúp cho Tư Mã Dĩnh, Tư Mã Dĩnh chấp thuận cho phép Lưu Uyên trở về Hung Nô.
Khi Lưu Uyên trở về chỗ đồng bào của mình, ông đã tập được 5 vạn người một cách nhanh chóng và sẵn sàng trợ giúp cho Tư Mã Dĩnh, song ông cũng công khai chấp nhận tước hiệu Đại thiền vu (Trước đó, Tư Mã Dĩnh đã ban tước hiệu Bắc Thiền vu cho ông.) Tuy nhiên, ông khi đó lại nghe được tin rằng quân của Tư Mã Dĩnh đã bị sụp đổ trong nỗi sợ hãi trước quân của Vương Tuấn và rằng Tư Mã Dĩnh đã chống lại các lời khuyên của ông trước đó, chạy trốn đến Lạc Dương. Lưu Uyên sau đó tuyên bố thần dân của mình độc lập từ Tấn và còn tuyên bố xa hơn rằng, là một hậu duệ của nhà Hán, ông sẽ kế vị ngôi vị của nhà Hán, và do đó xưng tước hiệu Hán Vương, có ý lựa chọn tước hiệu của Lưu Bang, người sáng lập nên nhà Hán. Lưu Uyên tái lập việc thờ phụng tám vị hoàng đế nhà Hán: Cao Đế, Văn Đế, Vũ Đế, Tuyên Đế, Quang Vũ Đế, Minh Đế, Chương Đế, và Lưu Bị. Ông lập vợ mình làm Hô Diên Hoàng hậu (có thể là một người họ hàng của mẹ ông). Lưu Uyên ban đầu đặt tên quốc hiệu là Hán, song thường được sử sách gọi là "Hán Triệu" hay "Tiền Triệu" do cháu trai của ông là Lưu Diệu đã cải quốc hiệu sang Triệu vào năm 319.

## Trị vì
Bất chấp năng lực ấn tượng trước đó, triều đại của Lưu Uyên đã không thể lớn mạnh. Ông dành phần lớn sức lực để cố gắng khôi phục lại hệ thống chính quyền của nhà Hán, song bản thân ông lại không thể nhanh chóng mở rộng phạm vi ảnh hưởng. Ông lập đô tại Li Thạch (離石, nay thuộc Lữ Lương, Sơn Tây), song ông chỉ có thể kiểm soát các lãnh thổ địa phương này. Quân của ông thường giành được thắng lợi trước quân Tấn song lại không thể giữ thành. Năm 305, sau một nạn đói, ông dời đô đến Lê Đình (黎亭, nay thuộc Trường Trị, Sơn Tây).
Tuy nhiên, sau nhiều năm trôi qua, các cuộc khởi nghĩa nông dân chống triều đình nhà Tấn, cho dù của người Ngũ Hồ hay Hán, thường chọn đứng dưới ngọn cờ nhà Hán của Lưu Uyên. Đứng đầu trong số này là tướng người Hán Vương Di (王彌) và tướng người Yết là Thạch Lặc (cả hai đều tuyên bố trung thành với Hán Triệu vào năm 307), họ thường chỉ nằm dưới trướng của Lưu Uyên trên danh nghĩa và vẫn duy trì thế lực độc lập song cũng thực sự tôn trọng và lo sợ Lưu Uyên. Đối với lính dưới quyền mình kiểm soát, Lưu Uyên phần lớn giao phó họ cho con trai mình là Lưu Thông và cháu trai Lưu Diệu. Bốn vị tướng quân này, trong khi không thể giữ thành, thì lại có thể thường xuyên đi khắp Hoa Bắc và Hoa Trung mà không bị quân Tấn cản trở, họ cũng đánh bại hầu hết các tướng Tấn phản kháng.
Năm 308, quân của Vương Di tiến vào kinh thành nhà Tấn là Lạc Dương song bị đẩy lui. Cùng năm, sau khi chiếm được nhiều lãnh thổ hơn, Lưu Uyên dời đô về Bồ Tử (蒲子, nay thuộc Lâm Phần, Sơn Tây) và xưng đế. Năm 309, ông lại dời đô đến Bình Dương (平陽, cũng thuộc Lâm Phần hiện nay). Thời gian này, Lưu Thông và Vương Di cuối cùng đã có thể kiểm soát toàn bộ phía nam Sơn Tây, sau đó họ tấn công Lạc Dương song lại bị đẩy lui.
Năm 310, Lưu Uyên lâm bệnh, ông lập người vợ thứ hai làm Đan Hoàng hậu và con trai cả Lưu Hòa (với Hô Diên Hoàng hậu, lúc này bà đã qua đời song cái chết của bà không được nói đến trong sử sách) làm thái tử. Sau khi ông qua đời, Lưu Hòa trở thành hoàng đế. Tuy nhiên, chỉ một tuần sau đó, tân hoàng đế bị Lưu Thông lật đổ và giết chết, Lưu Thông lên ngôi hoàng đế.